# Chikkabyadigere, Belur
Chikkabyadigere là một làng thuộc tehsil Belur, huyện Hassan, bang Karnataka, Ấn Độ.